# Polonia la Jocurile Olimpice de vară din 2016
Polonia a participat la Jocurile Olimpice de vară din 2016 de la Rio de Janeiro în perioada 5 – 21 august 2016, cu o delegație de 243 de sportivi, care a concurat în 23 de sporturi. Cu un total de 11 medalii, inclusiv două de aur, Polonia s-a aflat pe locul 33 în clasamentul final.

## Participanți
Delegația poloneză a cuprins 243 de sportivi: 142 de bărbați și 101 de femei  (rezervele la fotbal, handbal, hochei pe iarbă și scrimă nu sunt incluse). Cel mai tânăr atlet din delegația a fost canoistul Michał Kudła (18 ani), cel mai vechi a fost jucătorul de badminton Robert Mateusiak (40 de ani).
| Sport            | Masculin | Feminin | Total |
| ---------------- | -------- | ------- | ----- |
| Atletism         | 36       | 34      | 70    |
| Badminton        | 4        | 1       | 5     |
| Box              | 2        | 0       | 2     |
| Caiac canoe      | 9        | 6       | 15    |
| Canotaj          | 16       | 10      | 26    |
| Ciclism          | 7        | 10      | 17    |
| Echitație        | 1        | 0       | 1     |
| Gimnastică       | 0        | 1       | 1     |
| Haltere          | 4        | 4       | 8     |
| Handbal          | 14       | 0       | 14    |
| Judo             | 1        | 3       | 4     |
| Lupte            | 4        | 4       | 8     |
| Natație          | 14       | 6       | 20    |
| Navigație        | 4        | 3       | 7     |
| Pentatlon modern | 1        | 2       | 3     |
| Scrimă           | 0        | 4       | 4     |
| Taekwondo        | 2        | 0       | 2     |
| Tenis            | 3        | 4       | 7     |
| Tenis de masă    | 3        | 3       | 6     |
| Tir              | 1        | 4       | 5     |
| Tir cu arcul     | 0        | 1       | 1     |
| Triatlon         | 0        | 1       | 1     |
| Volei            | 16       | 2       | 18    |
| Total            | 142      | 101     | 243   |

## Medalii

### Medaliați
| Medalie | Nume                                                                | Sport            | Probă                                | Dată      |
| ------- | ------------------------------------------------------------------- | ---------------- | ------------------------------------ | --------- |
| Aur     | Magdalena Fularczyk Natalia Madaj                                   | Canotaj          | Dublu vâsle (2×) feminin             | 11 august |
| Aur     | Anita Włodarczyk                                                    | Atletism         | Aruncarea ciocanului feminin         | 15 august |
| Argint  | Piotr Małachowski                                                   | Atletism         | Aruncarea discului masculin          | 13 august |
| Argint  | Marta Walczykiewicz                                                 | Caiac canoe      | K-1 200 m feminin                    | 16 august |
| Argint  | Maja Włoszczowska                                                   | Ciclism          | Cross-country feminin                | 20 august |
| Bronz   | Rafał Majka                                                         | Ciclism          | Cursa masculină pe șosea             | 6 august  |
| Bronz   | Monika Ciaciuch Agnieszka Kobus Joanna Leszczyńska Maria Springwald | Canotaj          | Patru vâsle cu cârmaci (4×+) feminin | 11 august |
| Bronz   | Beata Mikołajczyk Karolina Naja                                     | Caiac canoe      | K-2 500 m feminin                    | 16 august |
| Bronz   | Monika Michalik                                                     | Lupte            | 63 kg feminin                        | 18 august |
| Bronz   | Oktawia Nowacka                                                     | Pentatlon modern | Proba feminină                       | 19 august |
| Bronz   | Wojciech Nowicki                                                    | Atletism         | Aruncarea ciocanului masculin        | 19 august |

### Medalii după sport
| Sport            | Aur | Argint | Bronz | Total |
| Atletism         | 1   | 1      | 1     | 3     |
| Canotaj          | 1   | 0      | 1     | 2     |
| Caiac canoe      | 0   | 1      | 1     | 2     |
| Ciclism          | 0   | 1      | 1     | 2     |
| Pentatlon modern | 0   | 0      | 1     | 1     |
| Lupte            | 0   | 0      | 1     | 1     |
| Total            | 2   | 3      | 6     | 11    |

## Natație
| Sportiv                                                         | Probă         | Calificări | Calificări | Semifinale   | Semifinale   | Finală        | Finală        |
| Sportiv                                                         | Probă         | Timp       | Loc        | Timp         | Loc          | Timp          | Loc           |
| --------------------------------------------------------------- | ------------- | ---------- | ---------- | ------------ | ------------ | ------------- | ------------- |
| Katarzyna Wilk Alicja Tchórz Aleksandra Urbanczyk Anna Dowgiert | 4×100 m liber | 3:41,43    | 15         | N/A          | N/A          | Nu au avansat | Nu au avansat |
| Alicja Tchórz                                                   | 100 m spate   | 1:01,31    | 21         | Nu a avansat | Nu a avansat | Nu a avansat  | Nu a avansat  |

| Sportiv          | Probă            | Calificări | Calificări | Semifinale   | Semifinale   | Finală       | Finală       |
| Sportiv          | Probă            | Timp       | Loc        | Timp         | Loc          | Timp         | Loc          |
| ---------------- | ---------------- | ---------- | ---------- | ------------ | ------------ | ------------ | ------------ |
| Wojciech Wojdak  | 400 m stil liber | 3:48,87    | 23         | N/A          | N/A          | Nu a avansat | Nu a avansat |
| Filip Zabrowski  | 400 m stil liber | 3:49,84    | 28         | N/A          | N/A          | Nu a avansat | Nu a avansat |
| Marcin Stolarski | 100 m bras       | 1:01,06    | 29         | Nu a avansat | Nu a avansat | Nu a avansat | Nu a avansat |

## Scrimă
Feminin
| Sportiv                                                       | Probă              | Primul tur        | Al doilea tur            | Al treilea tur            | Sfert de finală                            | Semifinală                                    | Finala mică/Finala mare                           | Finala mică/Finala mare |
| Sportiv                                                       | Probă              | Adversar Scor     | Adversar Scor            | Adversar Scor             | Adversar Scor                              | Adversar Scor                                 | Adversar Scor                                     | Loc                     |
| ------------------------------------------------------------- | ------------------ | ----------------- | ------------------------ | ------------------------- | ------------------------------------------ | --------------------------------------------- | ------------------------------------------------- | ----------------------- |
| Hanna Łyczbińska                                              | Floretă individual | PAS               | Golubytskyi (GER) C 14–9 | Di Francisca (ITA) P 6–15 | Nu a avansat                               | Nu a avansat                                  | Nu a avansat                                      | Nu a avansat            |
| Bogna Jóźwiak                                                 | Sabie indivdual    | Baeza (BRA) C 4–2 | Velikaia (RUS) P 5–15    | Nu a avansat              | Nu a avansat                               | Nu a avansat                                  | Nu a avansat                                      | Nu a avansat            |
| Małgorzata Kozaczuk                                           | Sabie indivdual    | PAS               | Shen C (CHN) C 15–9      | Besbes (TUN) P 12–15      | Nu a avansat                               | Nu a avansat                                  | Nu a avansat                                      | Nu a avansat            |
| Aleksandra Socha                                              | Sabie indivdual    | PAS               | Gulotta (ITA) P 10–15    | Nu a avansat              | Nu a avansat                               | Nu a avansat                                  | Nu a avansat                                      | Nu a avansat            |
| Bogna Jóźwiak Małgorzata Kozaczuk Marta Puda Aleksandra Socha | Sabie pe echipe    | N/A               | N/A                      | N/A                       | Statele Unite ale Americii (USA) · P 43–45 | Semifinală pt loc 5/6 · Mexic (MEX) · C 45–23 | Finală pt loc 5/6 · Coreea de Sud (KOR) · P 41–45 | 6                       |